# رابرت استیونسون (بازیکن فوتبال)
رابرت استیونسون (انگلیسی: Robert Stevenson؛ زادهٔ ۱۰ مهٔ ۱۸۶۹) بازیکن فوتبال اهل پادشاهی متحد بریتانیای کبیر و ایرلند است.
از باشگاه‌هایی که در آن بازی کرده‌است می‌توان به باشگاه فوتبال آرسنال اشاره کرد.